# Nederlands Hervormde kerk (Zoelmond)
De Nederlands Hervormde Kerk is een kerkgebouw in het Nederlandse dorp Zoelmond, provincie Gelderland. De kerk is gelegen aan het Plein en wordt gebruikt door de Protestantse gemeente Beusichem – Zoelmond.

## Geschiedenis
In 1404 werd in Zoelmond een aan Maria gewijde kapel gesticht door de heren van Buren. In 1420 werd de kapel door bisschop Frederik van Blankenheim verheven tot kerk, waarna de kerk werd uitgebreid. Gedurende de 15e eeuw behoorde de kerk van Zoelmond tot de parochie van Beusichem.
Toen er in 1435 een machtswisseling plaatsvond in Buren, meende de heer van het naastgelegen Culemborg dat hij recht had op de kerk van Zoelmond. Het heeft uiteindelijk tot 1564 geduurd voordat het conflict werd beëindigd dankzij een overeenkomst tussen Willem van Oranje, graaf van Buren, en Floris van Pallandt, graaf van Culemborg.
Na de Reformatie viel de kerk weer korte tijd onder Beusichem, maar in 1611 werd Zoelmond opnieuw een zelfstandige kerk.
In de 18e eeuw werd even ten noorden van de kerk een losstaande pastorie gebouwd.
In 1911 werd de toren beschadigd door blikseminslag, waarna de spits is vernieuwd. Tijdens de Tweede Wereldoorlog liep de toren schade op door oorlogshandelingen. De 16e-eeuwse kerkklok is door de Duitsers weggevoerd.
In 1952 volgde een restauratie van het middenschip en de zijbeuken, waarbij de zuidermuur van het schip in dermate slechte staat bleek te zijn dat deze opnieuw moest worden opgebouwd. De houten kap boven het schip werd volledig vernieuwd. Een jaar later werd ook de oorlogsschade aan de toren hersteld.

## Beschrijving
De kerk bestaat uit een driebeukig schip en een koor. Aan de noordkant bevindt zich een sacristie. De toren staat tegen de westzijde van de kerk en bestaat uit drie geledingen. Het torendak is een achtzijdige, met leisteen bedekte spits.
Van de oorspronkelijke kapel uit 1404 zijn enkele muurdelen bewaard gebleven tussen de toren en het schip. Het koor zal vanaf 1420 zijn gebouwd, gelijktijdig met de toren. Uiteindelijk was rond het midden van de 15e eeuw de gehele kerk gereed, inclusief het verbouwde middenschip.
Het orgel dateert uit 1877 en is gebouwd door Christian Gottlieb Friedrich Witte. Bij de restauratie in 1953 is het neogotische front vervangen door een nieuw front.
Koor en schip zijn witgepleisterd.